# Cantone di Arras-Ovest
Il Cantone di Arras-Ovest era una divisione amministrativa dell'arrondissement di Arras.
È stato soppresso a seguito della riforma complessiva dei cantoni del 2014, che è entrata in vigore con le elezioni dipartimentali del 2015.
Comprendeva solo parte della città di Arras.